# Стефанос Куманудіс
Стефанос Куманудіс (грец. Στέφανος Aθ. Κουμανούδης; 1818, Адріанополь — 19 травня [31 травня] 1899, Афіни) — грецький класичний філолог, лексикограф й археолог XIX століття, професор латинської філології Афінського університету.

## Біографія
Куманудіс народився в Адріанополі у 1818 році, в багатій грецькій сім'ї купця Афанасія Куманудіса та Деспіни Карамузі. Через турецькі гоніння грецького населення з початком Грецької революції, його сім'я поїхала до Белграда. Навчався лише рік у сербській школі, але продовжив освіту з низкою відомих грецьких вчителів. У 1832 році, разом з батьком, поїхав до Сілістри, яка перебувала під російським контролем, де Г. Карамузис, його дядько по материнській лінії, отримав призначення російського градоначальника. Бачачи огиду маленького Стефаноса до комерції, дядько використовував його як перекладача турецької та сербської мов. Здібний до мов, Стефанос скористався перебуванням у Силистрії й опанував російську мову.

## У Німеччині
У 1835 році батько повернув його у Белград, а потім відправив до Мюнхена, де Куманудіс протягом двох років вивчав німецьку та латинську мови. Вступив на філософський факультет, де його вчителями були Фрідріх Тьєрш, німецький філеллін і філолог, тісно пов'язаний з Афінським археологічним товариством, німецький антикознавець Леонгард фон Шпенгель і філософ і поет Фрідріх Вільгельм Шеллінґ. У Мюнхені Куманудіс прожив 4 роки. У 1839 році відправився у Лейпциг, після чого, у 1840—1842 роках навчався в університеті Берліна, де його викладачем був Філіп Бьок, філолог і засновник новітньої епіграфічної науки та Corpus Inscriptionum Graecarum Прусської Академії, у якого були тісні зв'язки з Грецією. У створенні колекції Corpus Бьоку надав допомогу грецький археолог Кіріакос Піттакіс і час від часу Бьок співпрацював з Афінським археологічним товариством, членом-кореспондентом якого він був від дня його заснування. Іншим його берлінським викладачем був Карл Ріттер, один із засновників порівняльної географії та шанувальник грецького революціонера та поета Рігаса Фереоса.

## Париж-Белград
Після Німеччини Куманудіс попрямував до Парижа, де жив у 1842—1843 роках й опановував філологію у Сорбонні та Колеж де Франс. Після цього Куманудіс вирушив до Риму та інших міст Італії для ознайомлення з пам'ятниками. Куманудіс повернувся до Белграда у 1843 році. У 1845 році, на гроші свого брата Іоанніса, Куманудіс видав свою першу роботу під відомими ініціалами Σ. A. K. Це була маленька книга (67 сторінок), під назвою «Куди рухається мистецтво греків сьогодні», яка відображала його ідеї про мистецтво й археологію, які він втілив у життя у наступні роки на посаді генерального секретаря Афінського археологічного товариства та як відповідальний за розкопки. У Белграді Куманудіс відмовився від запропонованої йому публічної роботи та зайнявся перекладами філософських праць з німецької та французької. Він також почав писати вірші, які видав значно пізніше. Зрештою Куманудіс вирішив оселитися у Грецькому королівстві.

## Королівство Греція
Куманудіс прибув до Афін 4 вересня 1845 року. З усіх наявних джерел випливає, що попри багаторічне навчання за кордоном, він не привіз із собою жодного офіційного диплома чи підтвердження про освіту. В результаті, коли він зробив запит до Афінського університету про дозвіл скласти іспити, для здобуття диплома, йому відмовили, через відсутність навіть довідки про навчання. Йому було запропоновано посаду викладача гімназії у місті Патри, але він відмовився. Сприяння у подоланні бюрократичних труднощів йому надав Іоанніс Колеттіс, з яким він познайомився у Парижі, де Колетіс був послом у 1835—1843 роки. За допомогою Колетіса Куманудіс отримав посаду тимчасового викладача латинської філології в університеті у жовтні 1845 року, тимчасового професора у вересні 1846 року. Постійним професором він став у серпні 1854 року та чотири рази його обирали деканом філософського факультету. У 1850 році Куманудіс одружився з Катериною Ніколопулу (1832—1889), з острова Закінф. У пари народилося троє синів: Афанасіос (1851—1899), Петрос (1854—1939), Іоанніс (1859—1921). Зарплата професора університету була недостатньою для його багатодітної сім'ї та він доповнював її викладаючи ще у двох школах.

## Вчитель королівського подружжя
Знаковим епізодом у житті Куманудіса було навчання молодого короля Георга, таке доручення він отримав у листопаді 1863 року, після рекомендації Александроса Маврокордатоса. Уроки тривали до весілля короля з Ольгою Костянтинівною, племінницею російського імператора Олександра II, яка стала наступною ученицею Куманудіса. У цей час Куманудіс налагодив стосунки та з дядьком короля, Іоанном Глюксбургом. Куманудіс навіть не спробував використати таке становище в особистих цілях і, як він писав у своїй біографічній записці, одним із досягнень його життя було те, що він вийшов «нешкідливим з посади вчителя Його Високості».

## Університет
Примітно, що у 1867 році Куманудіс був резервістом 6-ї роти 5-го батальйону Національної гвардії та брав участь у недільних навчаннях. Куманудіс викладав в університеті латинську філологію та римську археологію протягом 40 років. У 1870—1871 роках його обрали ректором, але він не прийняв цю посаду, бо вона не відповідала його інтересам і професійним обов'язкам. Куманудіс залишив свою кафедру у серпні 1886 року, після 40 років викладання в університеті.

## Археологічне товариство
Паралельно з університетськими обов'язками, Куманудіс приділяв багато часу Афінському археологічному товариству. Ще дуже молодим, у 1851 році, його обрали членом наукової асоціації, а у 1852 році — членом Ефорії. Наступного, 1853 року, він був обраний секретарем. Як секретар товариства, він отримував бонус, який, проте він надавав уряду на витрати музею Варвакіса. У 1858 році Куманудіс, бачачи що товариство йде до припинення своєї діяльності, вирішив, разом зі своїми прихильниками, створити нове товариство, поставивши за мету створення археологічного музею та встановивши внесок 1 лепту в день. 2 квітня він звернувся до Міністерства, з проханням про визнання нового товариства, що Міністерство схарактеризувало як відтворення суспільства. У 1859 році Куманудіс був обраний генеральним секретарем відродженого Афінського археологічного товариства та залишався на цій посаді протягом 36 років, до 29 грудня 1894 року. Після цього Куманудіс зайнявся редакцією та публікацією своєї роботи «Збірка нових слів, створених вченими від падіння Константинополя та до наших днів», яку він встиг побачити у друкарських примірниках. Куманудіс помер 19 травня 1899 року, після хвороби. Перед смертю його відвідав його колишній учень, король Георг. Похорон відбувся 20 травня. Попри письмову заборону Куманудіса, були покладені вінки, серед яких були вінки короля, Німецького інституту Афін, Австрійської археологічної школи Афін. У газеті «Емпрос» (Вперед), під характерною для епохи боротьби за Македонію зв'язкою-заголовком «Чума поширюється — болгари у Македонії», був опублікований некролог Куманудісу. Некролог завершується словами: «дізнаються німці про його смерть і вигукнуть: помер Еллін». Над його могилою на першому афінському кладовищі була встановлена копія аттичної надгробної плити IV століття до н. е., з написом Стефанос / Афанасіоса / Куманудіс / Адріанополіт.

## Лексикограф
Велике значення мають його лексикографічні праці. Йому належать 4 великі лексикографічні роботи:
1. «Латиногрецький словник» свого попередника в університеті, Герніха Улеріха, чию роботу у багаторазових виданнях він редагував і доповнював настільки, що Васіс писав «що четверте видання, порівняно з першим виданням книги Улеріха, є зовсім новою книгою». Цим словником користувалися до сьогодні покоління греків, які вивчали латинську.
2. Куманудіс взяв участь у виданні 1862 року словника Вільгельма Папі[de] «Wörterbuch der griechischen Eigennamen». Доповнені Куманудісом, невідомі до того імена, походять з написів і латинських текстів, відзначені ініціалом К і налічують понад тисячу імен.
3. «Збірка слів поза тезаурусом у грецьких словниках, Афіни 1883», де Куманудіс представляє 7506 нових слів, яких немає у тезаурусі Стефаноса і, за рідкісними винятками, в інших словниках.
4. «Збірка нових слів, створених вченими з падіння Константинополя донині, Бібліотека Маразліса, Афіни 1900», виданий посмертно його сином Петросом. Це була не просто звичайна наукова робота Куманудіса, але виконання його віри в багатство та силу грецької мови, яка доводила, згідно з фразою Куманудіса: «це означає живу мову, де кожна епоха має свою мову». Його учень, Васіс, підкреслював у некролозі 1899 року, що метою Куманудіса було зробити очевидним «що грецька мова ніколи не залишала життя та свою родючість, але завжди була живою, і завжди виробляла нові твори, що відповідають новим духовним вимогам».

## Поет і критик
Куманудіс був поетом. Ще в молодості, у 1845 році, він написав «Ряд сонетів (присвячених) Венеції», які належали романтичній школі, але К. Дімарас зазначає новаторські елементи його поезії. Сам Куманудіс любив свою довгу поему «Стратіс Калопіхірос» (Στράτης Kαλοπίχειρος). Поема не популярна серед сьогоднішніх читачів, але має історичний інтерес. Англійський історик Д. Дакін, у світлі мовної конфронтації прихильників сучасної розмовної форми грецької мови (димотика) та архаїчної форми (кафаревуса), пише, що хоча національні поети Рігас Фереос і Діонісіос Соломос використовували димотику, низка інших літераторів і вчених, він включив і Куманудіса, дотримувалися архаїчних форм.
Порівняно з поезією Куманудіс більше відомий як критик мистецтва та книг. Починаючи з проблем грецького мистецтва, які він зазначив у своїй першій книзі, він продовжив філологічню й історичною критикою «Симаїди» (Συμαδδα) фальсифікатора Симоніда (Constantine Simonides), продовжив критикою латинської філології та Піндара. Куманудіс накрив різкою критикою книгу Скарлатоса Візантіоса «Константинополь», дав прекрасний опис Афін 1854 року, коригував видання стародавніх письменників, займався новогрецьким синтаксисом, педагогікою, шкільними книгами, перекладав сербські народні пісні, написав роботи про індійську музику. Куманудіс був продовжувачем і спадкоємцем ідей Костянтина Асопіоса. Його погляди та ідеї про Стародавню Грецію зробили його затятим противником Костянтина Папаррігопулоса, який у своїй «Історії» вклинював "Візантію між стародавньою і новою Грецією.
Як шанувальник Просвітництва, Куманудіс проголошував, вже в першій своїй опублікованій роботі, поворот на захід, де греки знову знайдуть еллінізм давнини, через західноєвропейську культуру.

## Археолог
Найбільшою за обсягом є археологічна праця Куманудіса — доповіді про скульптури, амфори й інші старожитності, річні звіти Археологічного товариства — публікації написів, серед яких найважливішою є книга «Аттичні надгробні написи, Афіни 1871». Протягом 36 років (1859—1894) на посаді генерального секретаря Археологічного товариства він взяв участь у 778 засіданнях товариства (був відсутнім лише 6 разів) і вів їхні протоколи. До 1877 року складав власноруч каталоги старожитностей товариства, а потім продовжив цю роботу за допомогою свого сина Афанасія. Куманудіс вів щоденники розкопок, якими він керував особисто: середньовічні стіни Афін (Сепендзес), святилище Асклепія в Афінах, стоя Евмена в Афінах, Бібліотека Адріана, Римська агора Афін, цвинтарі Діпілос — Керамікос, Театр Діоніса, Олімпейон, стоя Аттала та інші написи, які він опублікував, Куманудіс супроводжував лаконічними коментарями, вважаючи, що вони зайві. Куманудіс вважав, що краще швидке уявлення всіх пам'яток, що є історичним і науковим матеріалом, ніж вибіркове уявлення з розумними коментарями. До археологічної діяльності Куманудіса відноситься також його робота як директор в журналах «Філістор» (Φιλίστωρ, 4 томи, 1861—1863) і «Атінеон» (Aθήναιον, 10 томів, 1872—1891).